# Мивакурия хлорид
Мивакурия хлорид — недеполяризующий миорелаксант короткого действия, применяемый для расслабления скелетных мышц во время интубации трахеи, ИВЛ, хирургических вмешательств. Производное бензохинолина.

## Фармакокинетика
Мивакурий, как и сукцинилхолин, гидролизуется псевдохолинэстеразой. Роль истинной холинэстеразы в метаболизме мивакурия незначительна. Поэтому при сниженной концентрации псевдохолинэстеразы или её атипичности продолжительность действия мивакурия существенно увеличится. При гетерозиготном дефектном гене псевдохолинэстеразы блок длится в 2-3 раза дольше обычного, при гомозиготном — может сохраняться часы.
При метаболизме мивакурия образуются четвертичный моноэфир, четвертичный спирт и дикарбоксидная кислота. Лишь небольшое количество препарата выделяется в неизменённом виде с мочой и желчью. Мивакурий представляет собой смесь 3 изомеров: транс-транс, цис-транс и цис-цис. При этом 2 первых — основные и имеют очень высокий клиренс (53 и 92 мл/мин/кг) и низкий объём распределения (0,1 и 0,3 л/кг), что объясняет их быстрое выведение (T1/2 около 2 мин). Цис-цис изомер обладает низкий объёмом распределения (0,3 л/кг) и низким клиренсом (4,2 мл/мин/кг), поэтому T1/2 составляет 55 мин, но на блок это не влияет.
Миопаралитический эффект мивакурия можно устранить ингибиторами ацетилхолинэстеразы при наличии хотя бы слабого мышечного ответа на стимуляцию нерва. Метаболизм мивакурия напрямую не зависит от состояния функции печени или почек, однако при печёночной или почечной недостаточности длительность его действия увеличивается за счёт снижения концентрации псевдохолинэстеразы в плазме.

## Дозировка
Доза для интубации — 0,15-0,2 мг/кг. Инфузия в начальной дозе 4-10 мкг/(кг х мин) позволяет обеспечить интраоперационную миорелаксацию. Точная доза зависит от концентрации псевдохолинэстеразы в плазме. В пересчете на массу тела детям необходимы более высокие дозы препарата, чем взрослым (в пересчете на площадь поверхности тела дозы одинаковы).

## Побочные эффекты
Мивакурий высвобождает гистамин в количественном отношении аналогично атракурию. Медленное введение препарата (в течение 1 мин) позволяет свести к минимуму обусловленную выбросом гистамина артериальную гипотонию и тахикардию. Тем не менее если доза мивакурия превышает 0,15 мг/кг, то при заболеваниях сердца даже медленное введение препарата не предотвращает резкого снижения артериального давления.
Начало действия мивакурия аналогично таковому атракурия (2-3 мин). Главное преимущество мивакурия — короткая продолжительность действия (20-30 мин), что в 2-3 раза дольше I фазы сукцинилхолинового блока, но в 2 раза короче продолжительности действия атракурия, векурония и рокурония. У детей препарат начинает действовать быстрее, а продолжительность действия короче, чем у взрослых. Мивакурий можно хранить при комнатной температуре 18 мес.